# Stilbia algirica
Stilbia algirica är en fjärilsart som beskrevs av Culot 1914. Stilbia algirica ingår i släktet Stilbia och familjen nattflyn. Inga underarter finns listade i Catalogue of Life.